# Amata centripuncta
Amata centripuncta är en fjärilsart som beskrevs av Krüger 1919. Amata centripuncta ingår i släktet Amata och familjen björnspinnare. Inga underarter finns listade i Catalogue of Life.